# 桂宮治のザブトン5
『桂宮治のザブトン5』（かつらみやじのザブトン ファイブ）は、文化放送の制作で、平日の夕方に放送されていた桂宮治と西川あやのによるトーク番組である。

## 概要
文化放送においては『西川あやの おいでよ!クリエイティ部』のフロート番組（コーナー、17:30頃から10分間放送）の扱いとして2022年4月4日から、それ以外の地方ネット局に向けては先行して同年3月28日から放送を開始した。化粧品会社のセールスマンから落語家に転身した桂宮治が、日替わりのテーマで、落語について、また自らについて、西川あやのとトークを繰り広げる。
なお、当番組の内包先である『おいでよ!クリエイティ部』が2024年3月29日に終了することに伴い、同年4月1日からは文化放送においても単独番組として放送されるとともに、放送時間も17:20 - 17:30に変更している。また、アシスタントの西川は同年4月30日放送分まで「文化放送アナウンサー」の肩書で出演していたが、翌5月1日よりフリーアナウンサーに転向して以降も本番組への出演を継続している。
2025年3月3日の放送にて、同年3月末での番組終了が発表された。なお、次の帯番組は編成されず、(月曜の『アーサー・ビナード ラジオ ぽこりぽこり』以外は通販枠)開局以来続いてきた文化放送夕方の帯番組は当番組を以て廃枠となった。

## 曜日別テーマ（コーナー）
- 月曜日：「宮治のこれ売っちゃいます」 - リスナーから寄せられたお題に基づいて、実際の商品から架空のセールスに至るまでを元セールスマンである宮治がプレゼンテーションする。
- 火曜日：「宮治のあれこれ」 - 宮治の日々の出来事を通して知られざる宮治の一面を覗く。
- 水曜日：「教えて宮治」 - リスナーから寄せられた様々な悩み・相談事に宮治が応える。
- 木曜日：「宮治の落語散歩」 - 初心者に向けてもわかりやすく、落語についての様々な魅力を語る
- 金曜日：「宮治のなんでもしゃべります」 - リスナーからのお題に基づいてフリートークを展開する[1]

## ネット局一覧
- 文化放送を除き、放送時間の早い順番、かつ同じ時間帯は北から南に配列した。
- 本編中は文化放送からフィラーが流れているが、各局ごとにローカルCMに差し替える場合がある。なお、『ビューティフル・メロディーズ〜よみがえる青春のポップス』が全国ネットから撤退したのを最後に消滅した文化放送制作のNRNネット番組のカウキャッチャー枠を2023年4月より本編前に不定期で放送されている。

| 放送地域   | 放送局      | 放送時間                      | 備考                                                    |
| ---------- | ----------- | ----------------------------- | ------------------------------------------------------- |
| 関東広域圏 | 文化放送    | 月曜 - 金曜 17:20 - 17:30     | 制作・幹事局                                            |
| 岡山県     | RSK山陽放送 | 月曜 - 金曜 11:25 - 11:35     | 2024年4月1日よりネット再開                              |
| 北海道     | 北海道放送  | 月曜 - 木曜 15:35頃 - 15:45頃 | 2023年4月3日から開始、『カーナビラジオ午後一番!』に内包 |
| 山梨県     | 山梨放送    | 月曜 - 金曜 16:30 - 16:40     |                                                         |
| 富山県     | 北日本放送  | 月曜 - 金曜 16:30 - 16:40     | [ 5 ]                                                   |
| 宮崎県     | 宮崎放送    | 月曜 - 木曜 16:30 - 16:40     | [ 6 ]                                                   |
| 福井県     | 福井放送    | 月曜 - 金曜 16:40 - 16:50     |                                                         |
| 静岡県     | 静岡放送    | 月曜 - 金曜 16:40 - 16:50     | 2023年4月3日から開始                                    |
| 石川県     | 北陸放送    | 月曜 - 金曜 16:45 - 16:55     |                                                         |
| 青森県     | 青森放送    | 月曜 - 金曜 16:50 - 17:00     |                                                         |
| 岩手県     | IBC岩手放送 | 月曜 - 金曜 17:15 - 17:25     |                                                         |
| 秋田県     | 秋田放送    | 月曜 - 金曜 17:15 - 17:25     |                                                         |
| 長野県     | 信越放送    | 月曜 - 金曜 17:45 - 17:55     |                                                         |
| 山形県     | 山形放送    | 月曜 - 金曜 18:30 - 18:40     | ナイターオフ期（年度下半期）のみのネット                |

- 放送時間については、青森放送など『アーサー・ビナード 午後の三枚おろし』の放送時間を引き継いだ局がある一方、文化放送など『午後の三枚おろし』時代の放送時間から変更した局もある。また、『午後の三枚おろし』をネットしていた東北放送は当初、本番組をネットしていなかったが、2022年秋改編から開始、2023年春改編で打ち切りとなった。『午後の三枚おろし』のネットを行った山形放送については、本番組については、ナイターオフシーズンのみのネットとなる（ナイターシーズンについては月・火曜日をTBSラジオ制作生ワイド番組の同時ネット、水 - 金曜日をプロ野球中継に充てている）。

過去のネット局
| 放送地域       | 放送局     | 放送時間                  | 備考                                                                                             |
| -------------- | ---------- | ------------------------- | ------------------------------------------------------------------------------------------------ |
| 宮城県         | 東北放送   | 月曜 - 金曜 18:30 - 18:40 | 2022年10月3日から2023年3月31日まで放送。                                                         |
| 鳥取県・島根県 | 山陰放送   | 日曜 10:00 - 10:50        | 2023年4月2日から2023年9月24日まで放送。 月曜日から金曜日までの放送をまとめた50分バージョンだった |
| 香川県         | 西日本放送 | 月曜 - 金曜 17:15 - 17:25 | 2024年3月29日まで放送。                                                                          |

## 関連番組
- 桂宮治「これが宮治でございます」（TBSラジオ）